# Miguel I Rangabe
Miguel I Rangabe (em grego: Μιχαήλ Α΄ Ραγγαβέ; romaniz.: Mikhaēl I Rangabe), († 11 de janeiro de 844), foi imperador bizantino entre 811 e 813.

## História
Miguel era filho do patrício Teofilacto Rangabe, almirante da armada do mar Egeu. Casou-se com Procópia, filha daquele que viria a ser o imperador Nicéforo I, o Logóteta, tendo recebido o título de curopalata quando o seu sogro subiu ao trono em 802.
Miguel sobreviveu à desastrosa campanha de Nicéforo contra Crum da Bulgária e acabou por ser considerado um melhor candidato ao trono do que o seu cunhado gravemente ferido Estaurácio. Quando Procópia, sua mulher, não conseguiu convencer Estaurácio a designar Miguel como seu sucessor, os apoiantes deste obrigaram o imperador a abdicar a 2 de outubro de 811.
Miguel I tentou pôr em prática uma política de reconciliação, reduzindo a pesada tributação fiscal imposta por Nicéforo I. Ao mesmo tempo que reduzia as receitas do império, Miguel distribuía dinheiro generosamente ao exército, à administração pública e à Igreja. Eleito com o apoio do partido ortodoxo no seio da Igreja, Miguel perseguiu os iconoclastas e obrigou o patriarca de Constantinopla Nicéforo a recuar na sua disputa com Teodoro Estudita, o influente abade do mosteiro de Estúdio, durante a controvérsia iconoclasta. A piedade de Miguel valeu-lhe uma apreciação muito positiva da parte de Teófanes, o Confessor.
Em 812, Miguel I reiniciou conversações com os francos e reconheceu Carlos Magno como "basileu (imperador) dos francos", em troca da devolução de Veneza e da Ístria ao Império Bizantino. No entanto, influenciado por Teodoro, Miguel rejeitou as pazes com Crum, o que provocou a tomada de Mesembria (Nesebar) pelos búlgaros. Depois de alguns êxitos iniciais na primavera de 813, o exército de Miguel preparou-se para a grande Batalha de Versinícias, perto de Adrianópolis (atual Edirne), em junho desse ano. Os bizantinos foram postos em fuga e a posição do imperador ficou seriamente comprometida. Recando conspirações contra a sua vida, Miguel atalhou a questão abdicando a favor do general Leão V, o Armênio e tomando em seguida votos monásticos (sob o nome de Atanásio). Os seus filhos foram castrados - e, assim, impedidos de se reivindicarem o trono - e encerrados em mosteiros, e um deles, Nicetas (com o novo nome de Inácio), chegou a tornar-se patriarca de Constantinopla. Miguel morreu pacificamente em janeiro de 844.

## Filhos
Miguel e Procópia tiveram pelo menos cinco filhos:
- Teofilacto, (c. 792 - 15 de janeiro de 849), co-imperador de 812 a 813. Ele foi castrado e confinado num mosteiro.
- Estaurácio (ca. 793 – 813). Morreu antes da abdicação do pai em circunstâncias desconhecidas.
- Nicetas (ca. 797 – 23 de outubro de 877). Ele foi castrado e confinado num mosteiro. Emergiu posteriormente como o patriarca Inácio de Constantinopla.
- Gorgo. Uma freira.
- Téofano. Uma freira.